# Sigurd Nymoen Søberg
Sigurd Nymoen Søberg (* 31. August 1994 in Hamar) ist ein ehemaliger norwegischer Skispringer.

## Werdegang
Sigurd Nymoen Søberg startete für Furnes Ski. Am 9. und 10. Dezember 2011 debütierte er in Notodden im FIS-Cup und erreichte dort die Plätze 27 und 31. Nach einer erneuten Teilnahme an einem Wettbewerb im FIS-Cup in Brattleboro im Februar 2012 war seine nächste Wettbewerbsteilnahme zugleich sein Debüt im Continental Cup. Dieses erfolgte am 8. und 9. September 2012 in Lillehammer und er belegte die Plätze 45 und 66. Seitdem folgen regelmäßig weitere Wettbewerbsteilnahmen. Seine bisher beste Platzierung sowie gleichzeitig auch sein erster Podestplatz im Continental Cup war ein dritter Platz beim Wettbewerb in Garmisch-Partenkirchen am 15. Januar 2017.
Im März 2017 debütierte Søberg in Oslo im Rahmen der Raw Air 2017 im Skisprung-Weltcup, konnte sich jedoch als 63. des Prologues nicht für den Wettbewerb qualifizieren. In der Raw-Air-Gesamtwertung belegte er am Ende mit 84,7 Punkten den 83. und letzten Platz.
Søberg lebt derzeit in Lillehammer. Er gehört zum Trainerstab der norwegischen Herrenmannschaft.

## Erfolge

### Raw-Air-Platzierungen
| Saison | Platz | Punkte |
| ------ | ----- | ------ |
| 2017   | 83.   | 084,7  |

### Continentalcup-Platzierungen
| Saison  | Platz | Punkte |
| ------- | ----- | ------ |
| 2012/13 | 133.  | 004    |
| 2013/14 | 047.  | 107    |
| 2016/17 | 018.  | 398    |
| 2017/18 | 097.  | 047    |
| 2018/19 | 092.  | 050    |